# Универзитет у Чикагу
Универзитет у Чикагу (енгл. University of Chicago) је приватни универзитет који се налази у Хајд Парку, делу Чикага, у Илиноису, у САД. Основао га је 1890. нафтни тајкун Џон Д. Рокфелер (енгл. John D. Rockefeller), али као дан свог оснивања Универзитет слави 1. јул 1891, када је Вилијам Рејни Харпер (енгл. William Rainey Harper) постао његов први председник и први члан његовог особља. Прва предавања на овом Универзитету су одржана 1. октобра 1892. Нобеловом наградом су награђена 82 професора, студената и истраживача са Универзитета у Чикагу.
У јесен 2019. године је уписано 16.445 студената, укључујући 6.286 додипломских и 10.159 дипломских студената. Универзитет у Чикагу је рангиран међу најбољим универзитетима у свету према водећим образовним публикацијама, и један је од најселективнијих у Сједињеним Државама.
Универзитет се састоји од једног додипломског факултета и пет дипломских истраживачкихNCAA дивизија, који обухватају све универзитетске дипломске програме и интердисциплинарне комисије. Чикаго има осам професионалних школа: Правни факултет, Бутову пословну школу, Прицкерову медицинску школу, Краунову породичну школу солцијалног рада, политике и праксе, Харисову школу јавне политике, Дивинити школу, Грахамову школу континуираних либералних и професионалних студија и Прицкерову школу молекуларног инжењерства. Универзитет има додатне кампусе и центре у Лондону, Паризу, Пекингу, Делхију и Хонгконгу, као и у центру Чикага.
Научници Универзитета у Чикагу одиграли су важну улогу у развоју многих академских дисциплина, укључујући економију, право, књижевну критику, математику, физику, религију, социологију и школу бихејвиорализма политичких наука, оснивајући чикашке школе у различитим областима. Чикашка Металуршка лабораторија произвела је прву вештачку, самоодрживу нуклеарну реакцију на свету у Чикашкој гомили-1 испод видиковаца универзитета Стаг Филд. Напредак у хемији довео је до „радиокарбонске револуције“ у датирању угљеником-14 древног живота и предмета. Надлежност универзитетских истраживача обухвата администрацију Фермијеве националне акцелаторске лабораторије и Аргонске националне лабораторије, као и Поморске биолошке лабораторије. Универзитет је такође дом издавачке куће University of Chicago Press, највећег универзитетског издавача у Сједињеним Државама. Очекује се да ће Председнички центар Барак Обама бити смештен на овом универзитету и да ће обухватати Обамину председничку библиотеку и канцеларије Обамине фондације.
Студенти, наставно и друго особље Универзитета у Чикагу до 2020. године је укључивало 100 нобеловаца, што га чини четвртим по броју нобеловаца међу свим универзитетима у свету. Међу факултетским особљем и алумнима универзитета је такође 10 добитника Филдсове награде, 4 добитника Турингове награде, 52 Макартурових стипендиста, 26 Маршалових стипендиста, 27 добитника Пулицерове награде, 20 добитника Националних хуманистичких медаља, 29 дипломаца су данашњи милијардери, и особе повезане са овом устоновом су освојиле осам олимпијских медаља.